# Hullám Attila
Hullám Attila (Budapest, 1987. február 11.) magyar labdarúgó.
Ifjúsági pályafutását a Vasas csapatában kezdte, majd Újpestre került, ahol hamar felfigyeltek rá és felvitték a felnőtt csapathoz. Az első szezonjában 26 mérkőzésen kapott szerepet és Mészöly Géza kezei alatt jól fejlődött. A következő szezonban mégis megvált tőle a klub és a Tatabánya csapata vette meg, majd rögtön továbbadták a Sopronnak, de mivel a klub ekkor szűnt meg, az összes játékossal, köztük Hullámmal is szerződést bontottak. Így került vissza az Újpest csapatához, a 2008-2009-es szezont az NB2-ben Szolnokon töltötte. Az Újpest újfent kölcsönadta, ezúttal a Vecsés csapatának, ahol játszott két mérkőzést, majd talpcsonttörést szenvedett és a komplett őszi szezont kénytelen volt kihagyni.
2011 decemberében a Szigetszentmiklós bejelentette, hogy leigazolta a középpályást.
2013-ban leigazolta a Kecskemét.